# Stanisław Zagaja
Stanisław Zagaja (ur. 11 maja 1925 w Szczurowej, zm. 17 grudnia 2004) – pomolog, członek Polskiej Akademii Nauk; profesor Instytutu Sadownictwa i Kwiaciarstwa w Skierniewicach. Prowadził badania nad mieszańcami wiśni i brzoskwiń oraz podkładkami wegetatywnymi jabłoni. Autor pracy Uprawa wiśni (1975).